# Heliport Kullorsuaq

i7
i11
i13
Der Heliport Kullorsuaq (ICAO-Code: BGKQ) ist ein Hubschrauberlandeplatz in Kullorsuaq im nordwestlichen Grönland. Da er kein Abfertigungsgebäude besitzt, wird der Heliport auch als Helistop bezeichnet.

## Lage und Ausstattung
Der Heliport liegt im westlichen Teil des Dorfs, liegt auf einer Höhe von 148 Fuß und hat eine mit Schotter bedeckte 20 × 20 m große quadratische Landefläche.

## Fluggesellschaften und Ziele
Der Heliport wird von Air Greenland bedient, welche regelmäßige Flüge zum Heliport Nuussuaq und zum Flughafen Upernavik anbietet.